# Astron (fizyka)
Astron – urządzenie typu "butelki magnetycznej" do wytwarzania plazmy. Zaproponowane przez Nicholasa Christofilosa. Pracowało w Lawrence Livermore National Laboratory w latach 60. i 70. XX wieku.
Plazma była utrzymywana za pomocą pola magnetycznego wytwarzanego przez poruszające się ruchem śrubowym elektrony, wstrzykiwane do komory z energią 50 MeV.
Urządzenie miało długość 27 metrów i średnicę wewnętrzną 0,9 metra. Uzyskiwana plazma miała gęstość 1014 cząstek na cm³.